# Pasiphaea levicarinata
Pasiphaea levicarinata is een garnalensoort uit de familie van de Pasiphaeidae. De wetenschappelijke naam van de soort is voor het eerst geldig gepubliceerd in 1994 door Hanamura.